# Хрещений батько (фільм)
«Хрещений батько» (The Godfather) — культова гангстерська драма 1972 року режисера Френсіса Форда Копполи. Екранізація однойменного роману Маріо П'юзо, виданого в 1969 році. Слоган: «Пропозиція, від якої неможливо відмовитися». Головні ролі виконують Аль Пачіно, Марлон Брандо і Джеймс Каан.
Вважається найкращим гангстерським фільмом на думку Американського інституту кіномистецтва і одним з найкращих фільмів в історії кінематографа.
Фільм отримав три премії «Оскар»: як найкращий фільм року, за найкращий адаптований сценарій П'юзо і Копполи, найкращу чоловічу роль Брандо — і ще 19 різних нагород і 17 номінацій. Також займає другу сходинку в списку найкращих фільмів за всю історію американського кінематографа, «100 років … 100 фільмів (10 ювілейна редакція)» (англ. AFI's 100 Years ... 100 Movies (10th Anniversary Edition)), щорічно видаваного Американським інститутом кіномистецтва, поступаючись лише кінострічці «Громадянин Кейн».
Фільм знімався протягом чотирьох місяців у середині 1971 року. Прем'єра відбулась у березні 1972 року (11 або 15 березня). При невеликому бюджеті 6 мільйонів доларів, фільм зібрав у прокаті 268,5 мільйонів.
Станом на 1 березня 2024 року фільм займає 2-гу позицію у списку 250 найкращих фільмів за версією IMDb.

## Синопсис
|  | Я зроблю йому пропозицію, від якої він не зможе відмовитись. (Віто Корлеоне) |

Кримінальна драма, що оповідає про нью-йоркську сицилійську мафіозну сім'ю Корлеоне. 1945 рік, Нью-Йорк. Голова сім'ї, Дон Віто Корлеоне, видає заміж свою дочку. В цей час з Другої світової війни повертається його улюблений син Майкл. Майкл, герой війни, гордість сім'ї, не висловлює бажання зайнятися жорстоким сімейним бізнесом. Дон Корлеоне веде справи за старими правилами, але настають інші часи, і з'являються люди, що бажають змінити порядки. На Дона Корлеоне здійснюється замах. Добробут і навіть виживання самої сім'ї поставлене під загрозу. Майклу доводиться втрутитися…

## Творці фільму

### Режисер
Френсіс Форд Коппола

### Автори сценарію
Маріо П'юзо — автор роману та сценарію

Френсіс Форд Коппола — автор сценарію

### Продюсери
Альберт С. Рудді.. — продюсер
Ґрей Фредеріксон.. — асоційований продюсер

### Актори та персонажі
- Марлон Брандо — дон Віто Корлеоне
- Аль Пачіно — Майкл Корлеоне
- Джеймс Каан — Сонні Корлеоне
- Річард Кастелано[en] — Пітер Клеменца
- Роберт Дюваль — Том Гаґен
- Стерлінг Гейден — капітан МакКласкі
- Джон Марлі[en] — Джек Волтц
- Річард Конте[en] — дон Еміліо Барзіні
- Ел Латтієрі[en] — Вірджид «Турок» Солоццо
- Даян Кітон — Кей Адамс
- Ейб Віґода — Сол Тессіо
- Талія Шайр — Конні Корлеоне
- Сімонетта Стефанеллі — Аполлонія Вітеллі Корлеоне
- Джанні Руссо[en] — Карло Ріцци
- Джон Казале — Фредо Корлеоне
- Руді Бонд[en] — дон Кармайн Канео
- Ел Мартіно — Джонні Фонтейн
- Морґана Кінґ[en] — Кармела Корлеоне
- Ленні Монтана[en] — Люка Бразі
- Джо Спінелл — Віллі Чічі

### Композитор
Ніно Рота

### Оператор
Ґордон Вілліс

## Нагороди
Фільм отримав три премії «Оскар» (премію за найкращий фільм, найкращий сценарій, найкращу чоловічу роль — Марлон Брандо)

## Цікаві факти
- За словами Маріо П'юзо, персонаж Джонні Фонтейна не був заснований на факті з біографії Френка Сінатри, за чутками отримав роль у фільмі Фреда Ціннеманна «Відтепер і навіки» («From Here to Eternity») внаслідок тиску на продюсера картини з боку мафії. Але згодом це стало стереотипом, який неодноразово спростовувався біографами Френка Сінатри.
- Продюсери всіма силами намагалися змусити Френсіса Форда Копполу звільнити Пачіно з фільмування «Хрещеного батька». Переглядаючи відзнятий матеріал, вони постійно задавали режисерові одне і те ж питання: «Коли ж він, нарешті, почне ГРАТИ?» Тільки побачивши сцену, в якій Майкл Корлеоне вбиває Солоццо і капітана поліції, вони зрозуміли геніальну режисерську прозорливість Копполи.
- Місце режисера фільму було спочатку запропоновано Серджіо Леоне, але той відмовився. Згодом Леоне жалкував про своє рішення і як своєрідний реванш зняв у 1984 році такий же масштабний фільм «Одного разу в Америці».
- Кінокомпанія Paramount Pictures до початку фільмування хотіла відібрати проєкт у Копполи й передати його режисеру Елії Казану, але Брандо сказав, що теж піде, якщо звільнять Копполу.
- На різні ролі у фільмі розглядали неймовірну кількість зірок першої величини: Воррен Бітті, Ален Делон, Берт Рейнольдс, Роберт Редфорд, Дастін Гоффман, Джек Ніколсон, Лоуренс Олів'є та інших. Але Коппола відкинув всі ці кандидатури.
- За деякими відомостями, на роль Віто Корлеоне також претендував Френк Сінатра.
- Під час фільмування Брандо носив спеціальну капу, щоб його щелепа виглядала як щелепа бульдога.
- Маріо П'юзо, при написанні образу Віто Карлеоне, використовував образ Карло Ґамбіно.
- Аль Пачіно назвав роль Майкла Корлеоне найскладнішою у своїй кар'єрі.
- Актор Ленні Монтана, який грав Луку Бразі, так тремтів бачачи Марлона Брандо, що постійно плутав текст. Копполі сподобалася така натуральна нервозність, і він вставив у фільм сцену прямо зі сплутаним текстом.
- Всього у фільмі показано 18 трупів, включаючи коня.
- Слово «Коппола» (італ. coppola) позначає традиційний сицилійський капелюх, такі капелюхи можна побачити в деяких «італійських» сценах фільму. А Корлеоне (італ. Corleone) — це назва гірського сицилійського села, що багато років служило притулком для мафіозі.
- Марлон Брандо відмовився від присудженого йому «Оскара». На церемонії вручення він відправив на сцену замість себе Сашин Легке Перо, представницю індіанського племені апачі, яка теж не прийняла премію. Таким чином актор хотів висловити протест проти дискримінації корінного населення Америки[10].
- Апельсини є символом смерті в картині: через деякий час після їх появи у кадрі хтось гине.
- У сицилійських сценах першого і третього «Хрещених батьків» невелику роль зіграв Франко Чітті — постійний актор П'єра Паоло Пазоліні (відомий, перш за все, завдяки головній ролі в драмі «Цар Едіп»).
- Фільм займає перше місце в списку серед 10 найкращих гангстерських фільмів за версією AFI і друге місце у загальному списку найкращих американських фільмів за версією AFI 2007 року.
- Єдиний випадок в історії, коли Оскар за «Найкращий фільм» отримали який-небудь фільм і його продовження — це «Хрещений батько» і «Хрещений батько 2». «Хрещений батько 3» також був у цій номінації, але премію не отримав.